# Andy Bell
Andrew Piran Bell (Cardiff, 11 de agosto de 1970), mais conhecido como Andy Bell, é um músico, compositor e produtor musical britânico. Foi guitarrista e integrante fundador das bandas Ride, Hurricane #1 e Beady Eye, além de ser baixista do Oasis de 1999 até o fim do grupo em 2009.